# Trao đổi khí
Trao đổi khí là quá trình sinh học mà theo đó các khí di chuyển thụ động bởi sự khuếch tán qua bề mặt. Thông thường, bề mặt này là - hoặc chứa - một màng sinh học tạo thành ranh giới giữa một sinh vật và môi trường ngoại bào của nó.
Các khí liên tục được tiêu thụ và sản sinh ra bởi các phản ứng tế bào và chuyển hóa ở hầu hết sinh vật, vì vậy cần có một hệ thống trao đổi khí hiệu quả giữa các tế bào và môi trường bên ngoài. Các sinh vật nhỏ, đặc biệt là động vật đơn bào, chẳng hạn như vi khuẩn và động vật nguyên sinh, có tỷ lệ diện tích bề mặt so với thể tích cao. Ở những sinh vật này, màng trao đổi khí thường là màng tế bào. Một số sinh vật đa bào nhỏ, như giun dẹp, cũng có thể thực hiện trao đổi khí đầy đủ qua da hoặc lớp biểu bì bao quanh cơ thể của chúng. Tuy nhiên, ở hầu hết các sinh vật lớn hơn, có tỷ lệ diện tích bề mặt nhỏ và khối lượng nhỏ, các cấu trúc đặc biệt có bề mặt phức tạp như mang, phế thải phổi và mesophyll xốp cung cấp diện tích lớn cần thiết cho việc trao đổi khí hiệu quả. Những bề mặt phức tạp này đôi khi có thể được xâm nhập vào cơ thể của sinh vật. Đây là trường hợp các phế nang tạo thành bề mặt bên trong của phổi động vật có vú, mesophyll xốp, được tìm thấy bên trong lá của một số loại thực vật, hoặc mang của những con nhuyễn thể có chúng, được tìm thấy trong lớp vỏ của chúng.
Trong sinh vật hiếu khí, trao đổi khí là đặc biệt quan trọng đối với hô hấp, bao gồm sự hấp thu oxy (O2) và giải phóng CO2 (CO2). Ngược lại, trong các cơ quan quang hợp oxy như hầu hết các cây trồng trên đất, việc hấp thụ carbon dioxide và giải phóng cả oxy và hơi nước là các quá trình trao đổi khí chính xảy ra trong ngày. Các quá trình trao đổi khí khác rất quan trọng trong các sinh vật ít quen thuộc hơn: cacbon dioxide, khí mê-tan và hydrogen được trao đổi qua màng tế bào của vi khuẩn cổ sinh vật. Trong việc cố định đạm bởi các vi khuẩn diazotrophic, và khử Nitơ bởi các vi khuẩn dị dưỡng (như Paracoccus denitrificans và các pseudomonads khác nhau), khí nitơ được trao đổi với môi trường, được lấy đi bởi sinh vậ trước và được giải phóng bởi sinh vật sau, trong khi Giant tube worms, Riftia pachyptila, dựa vào vi khuẩn để oxy hóa hydrogen sulfide chiết xuất từ môi trường nước biển sâu của chúng, sử dụng oxy hòa tan trong nước như là một chất nhận điện tử.

## Bề mặt trao đổi khí
Bề mặt trao đổi khí là nơi thực hiện quá trình trao đổi khí (nhận O2  và giải phóng CO2) giữa cơ thể với môi trường
Các bề mặt trao đổi khí ở động vật gồm có:  bề mặt cơ thể, hệ thống ống khí, mang, phổi.
Bề mặt trao đổi khí của cơ quan hô hấp của động vật phải cần đáp ứng được các yêu cầu sau đây
- Bề mặt trao đổi khí rộng, diện tích  lớn
- Mỏng và ẩm ướt giúp khí khuếch tán qua dễ dàng
- Có nhiều mao mạch và máu có sắc tố hô hấp
- Có sự lưu thông khí tạo ra sự chênh lệch nồng độ để các khí khuếch tán dễ dàng

## Động vật có vú

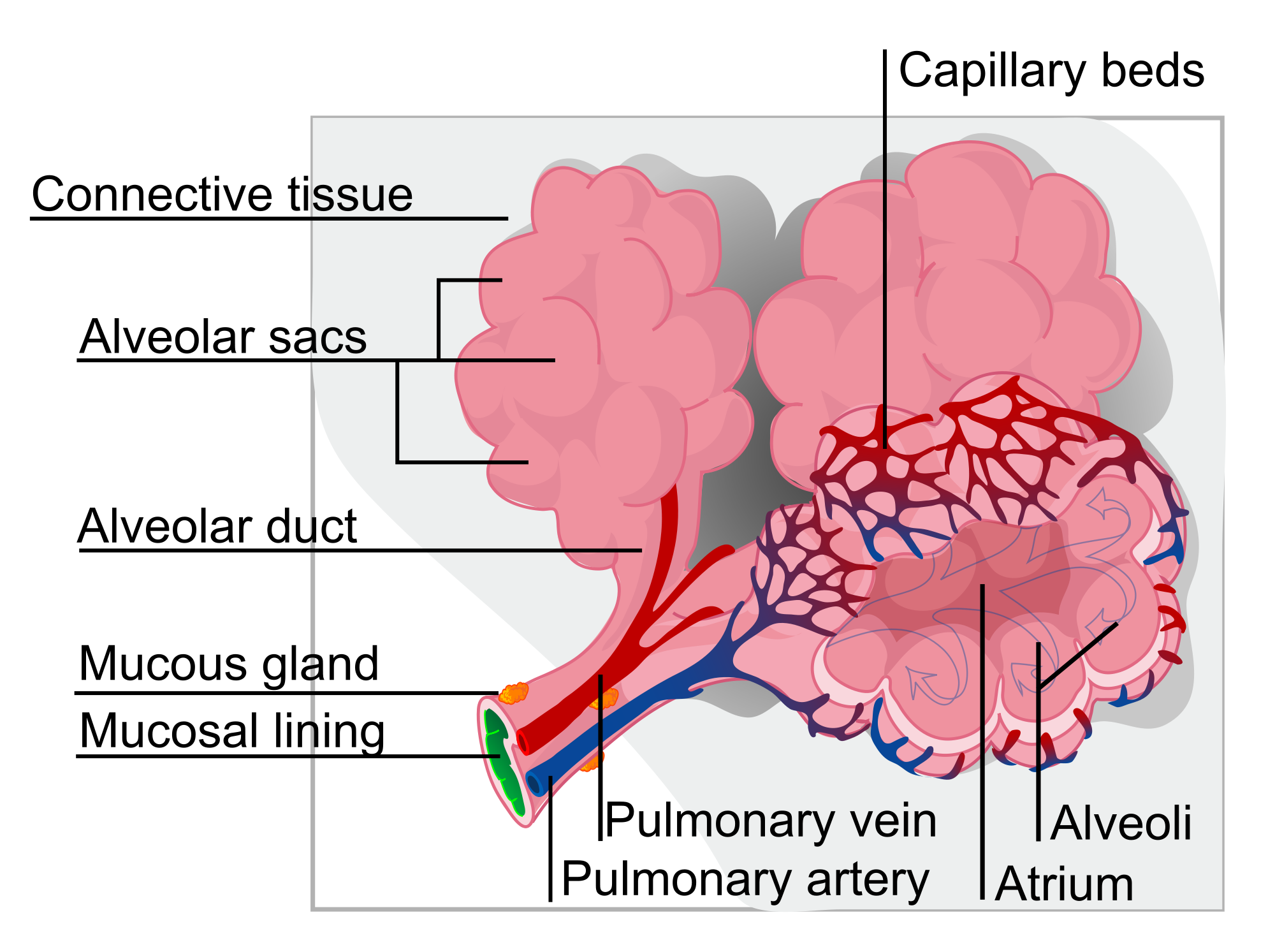
Một phiến bào phổi là một cấu trúc giải phẫu có dạng hốc rỗng. Chúng có trong phổi động vật có vú. Chúng là những khối u có hình cầu của phế quản phổi và là những vị trí đầu tiên trong việc trao đổi khí với máu.

Bộ trao đổi khí ở động vật có vú được hình thành ra phổi, giống như trong hầu hết các động vật trên đất liền lớn hơn. Trao đổi khí xảy ra trong các túi chứa khí gọi là phế nang, nơi có màng rất mỏng (gọi là hàng rào máu - không khí) tách máu trong các mao mạch phế nang (trong các bức tường của phế nang) từ không khí phế nang trong túi.

## Động vật có xương sống khác

### Loài lưỡng cư
Động vật lưỡng cư có ba bộ phận chính liên quan đến trao đổi khí: phổi, da, và mang, có thể được sử dụng đơn lẻ hoặc trong một loạt các kết hợp khác nhau. Tầm quan trọng tương đối của các cấu trúc này khác nhau theo tuổi, môi trường và loài lưỡng cư. Da của lưỡng cư và ấu trùng của chúng được nâng cao mạch máu, dẫn đến trao đổi khí tương đối hiệu quả khi da ẩm. Ấu trùng của động vật lưỡng cư, chẳng hạn như giai đoạn tiền biến thái Nòng nọc của ếch, cũng có mang bên ngoài. Các mang được hấp thu vào cơ thể trong thời kỳ biến thái hoàn toàn, sau đó phổi sẽ tiếp nhận chức năng. Phổi thường đơn giản hơn so với các động vật có xương sống khác sống trên đất, với ít nội tạng và các phế nang lớn hơn; tuy nhiên, các con cóc sống nhiều hơn trên mặt đất, có bề mặt túi phổi phình to hơn với phổi phát triển hơn. Để tăng tỷ lệ trao đổi khí bằng cách khuếch tán, động vật lưỡng cư duy trì sự chênh lệch nồng độ trên bề mặt hô hấp bằng cách sử dụng một quá trình gọi là "bơm nước bằng miệng" (buccal pumping). Tầng dưới của miệng được di chuyển theo cách "bơm", có thể quan sát bằng mắt thường.